# 頗梨采女

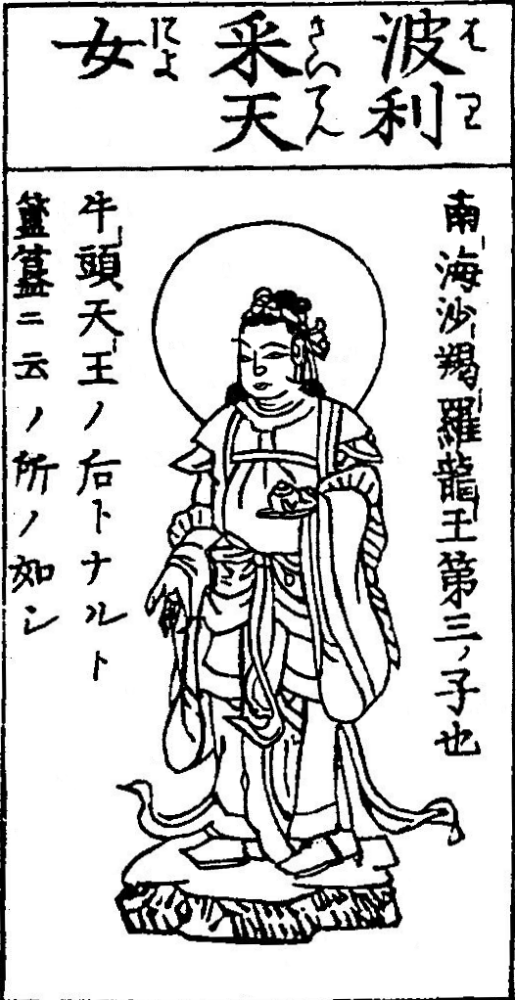
頗梨采天女
仏像図彙 (1783年)

頗梨采女（はりさいじょ、はりさいにょ）は、牛頭天王の后とされる神。
波利采女、波利賽女とも表記。名前の由来は梵語のハリ（水晶の意）に求める説がある。

## 神仏習合と分離
牛頭天王は祇園精舎の守護神ともされる仏教由来の神で、日本では行疫神（疫病を流行らせる神）として畏怖されるとともに神道の素戔嗚尊と習合し、明治期の神仏分離令まで祇園社（八坂神社）の祭神として祀られ、篤い尊崇を受けた神であるが、頗梨采女はその牛頭天王の后であることから、素戔嗚尊の后である奇稲田姫とも同一視された。
もともと頗梨采女は、祇園社の本殿西御座に祀られていたが、明治以後の八坂神社では、奇稲田姫として東御座に祀られている。

## 伝承
八大竜王の1柱で、娑伽羅龍王（しゃがらりゅうおう）の娘であり、また八王子神（八将神）の母であるともされている。
『色葉字類抄』の祇園では、牛頭天王の后で娑伽羅竜女といい八王子ら84654神が誕生したとし、『簠簋内伝』では「歳徳頗梨采女也、八将神母也、容顔美麗忍辱慈之躰也」として方位神の歳徳神と同一視される（ただし異論もある）。『祇園牛頭天王縁起』では南海の娑伽羅竜宮城に住み、金毘羅女、婦命女の2人の姉がおり、竜王の第3女とされている。